# Montréal évaluation de la communication
Le Montréal évaluation de la communication (MEC) est un test neuropsychologique mis au point en 2004 par Joanette, Ska et Côté est un outil permettant une évaluation approfondie de la communication verbale des individus ayant une lésion cérébrale droite,.

## Passation
Ce test est composé de 14 tâches qui servent à évaluer l’habileté de communication verbale du sujet. Elles cherchent à évaluer :

- Le discours conversationnel et le discours narratif (compréhension et rappel d'histoire).
- L’évocation lexicale (critères sémantique, orthographique et libre) et jugement sémantique.
- La répétition et compréhension de prosodie émotionnelle et linguistique.
- La compréhension de métaphores et d’actes de langage indirects.

La passation du test est d’environ 2h, le test peut être effectué en deux séances pouvant être traitée de façon séparée. 